# Миомир Мугоша
Миомир Мугоша (Цетиње, 23. јул 1950) је црногорски политичар, бивши градоначелник Подгорице и бивши министар здравља у Влади Црне Горе.
Основну школу и Гимназију завршио је у Подгорици, а Медицински факултет у Београду. Специјализовао је општу хирургију и завршио ужу специјализацију из хепатобилијарне хирургије у Београду.
Миомир Мугоша је радио у Хитној служби Дома здравља и на Хируршкој клиници Клиничког центра Црне Горе. Обављао дужност директора Клиничког центра Црне Горе током 1996 – 97. године.
Миомир Мугоша је члан Демократске партије социјалиста од оснивања. У Влади Црне Горе од 1990. до новембра 2000 – те године налазио се на положају министра здравља, са изузетком три мјесеца које је провео на дужности министра рада и социјалног старања. Јула 2000. године изабран за предсједника Општине Подгорица, а након ванредних локалних избора новембра 2002. године поново је изабран за предсједника Општине Подгорица. Септембра 2006. године на непосредним изборима изабран је за градоначелника Подгорице.
Члан је Главног одбора и Предсједништва ДПС-а.